# Alcalá de Ebro
Alcalá de Ebro – gmina w Hiszpanii, w prowincji Saragossa, w Aragonii, o powierzchni 9,87 km². W 2011 roku gmina liczyła 284 mieszkańców.